# Dana TM4

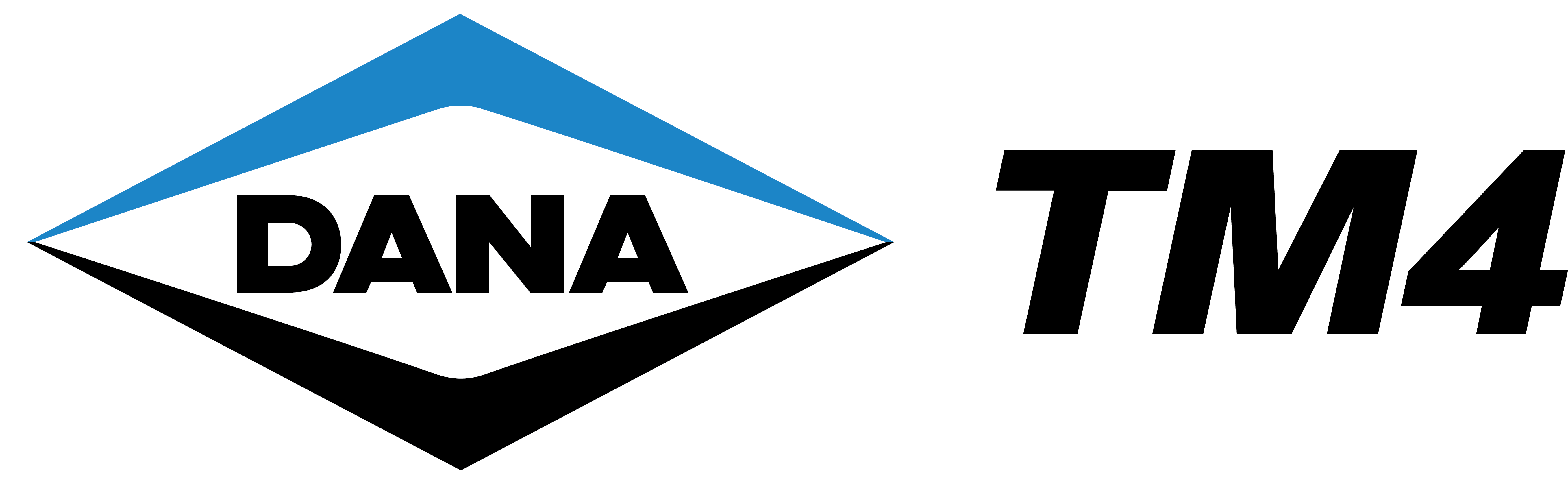
Logo Dana TM4

Dana TM4 est une société québécoise développant des moteurs de véhicules électriques et les systèmes d'alimentation associés. Son siège social est établi à Boucherville, sur la rive-sud de Montréal (Québec).

## Historique
- 2012 : TM4 et Prestolite Electric Beijing Limited (PEBL) créent une entreprise à capitaux sino-étrangers, Prestolite E-Propulsion Systems (Beijing) Limited (PEPS).
- 2018 : Dana Incorporated prend une participation de 55% dans TM4, Hydro-Québec conserve 45% de la compagnie.
- 2019 : Dana Incorporated et Hydro-Québec consolident leur partenariat et TM4 s'appelle dorénavant Dana TM4. Dana TM4 détient dès lors 100 % de l’entreprise chinoise Dana Electric Motor Co. Ltd., autrefois appelée Prestolite E-Propulsion Systems (PEPS), et intègre les activités du motoriste électrique SME.
- 2024 : Hydro-Québec annonce son intention de se départir de sa participation dans le capital de Dana-TM4, expliquant que la vente s'inscrit dans un recentrage vers ses activités de base. Le montant de la transaction n'a pas été dévoilé[1].